# 빅톤 (음악 그룹)
빅톤(영어: VICTON)은 2016년 11월 9일에 데뷔한 대한민국 IST 엔터테인먼트 소속의 6인조 보이그룹이다. 그룹명 '빅톤'은 VoICe TO New world로, 새로운 세상을 향한 목소리라는 뜻이 있으며, 빅톤의 음악과 목소리로 새로운 세상을 열겠다는 포부가 담겨 있다.

## 활동

### 데뷔 이전
2016년 8월 17일, 플랜에이엔터테인먼트는 플랜에이보이즈라고 알려진 보이그룹에 대한 리얼리티 쇼 《나와 일곱남자들의 이야기 미.칠.남》을 방영하는 동시에 소개할 것이라고 발표하였다. 같은 해 8월 30일, 엠넷에서 리얼리티 쇼가 방영되었다.
2016년 9월 1일, 멤버 중 강승식, 임세준, 도한세가 플랜에이보이즈라는 이름으로 허각과 듀엣곡 "#떨려"를 발표하였다.

### 2016년 ~ 2017년
2016년 11월 9일, 첫번째 미니앨범 <Voice To New World>의 더블 타이틀곡 'What Time Is It Now', '아무렇지 않은 척'으로 정식 데뷔하였다.
2017년 3월 2일, 두번째 미니앨범 <READY>의 타이틀곡 'EYEZ EYEZ'로 활동하였다.
2017년 8월 24일, 세번째 미니앨범 <IDENTITY>의 타이틀곡 '말도 안돼'로 활동하였다.
2017년 11월 9일, 데뷔 1주년 기념으로 네번째 미니앨범 <From.VICTON>의 타이틀곡 '나를 기억해'로 활동하였다.

### 2018년 ~ 2019년
2018년 5월 23일, 첫번째 싱글앨범 <오월애 (俉月哀)>의 타이틀곡 '오월애 (俉月哀)'로 활동하였다.
2019년 3월, 멤버 한승우와 최병찬이 《PRODUCE X 101》에 출연했다. 하지만 최병찬은 시즌 막판 아킬레스건염 증상이 악화되어서 파이널을 앞두고 하차했다.
2019년 7월 19일에 방송된 PRODUCE X 101 파이널에서 한승우는 3등으로 뽑혀 4개월 동안 엑스원의 리더로 활동했었다. 2019년 9월 22일 2번째 팬미팅을 개최하며(2018.11.17-18 첫번째 팬미팅 - welcome to wonderland 개최) 처음으로 6인 체제로 활동했으며, 한승우가 잠시 빠진 동안 강승식이 임시 리더를 맡기로 했다.
2019년 11월 4일에 5번째 미니앨범 <nostalgia>를 발표, 타이틀곡 '그리운 밤'으로 1년 6개월만에 컴백하였다. 컴백 후 2019년 11월 12일 더 쇼에서 TXT와 BDC를 꺾고 데뷔 3년만에 첫 음악 방송 1위를 차지했다.

### 2020년
2020년 1월 4일 ~ 1월 5일 데뷔 후 첫 단독 콘서트 무대를 가졌다.
2020년 1월 6일 엑스원이 해체하면서 한승우는 솔로 활동을 시작하게 되었다.
2020년 1월 21일 한승우가 인스타 라이브를 통해 팬들에게 약 5개월만에 얼굴을 비추었다.
2020년 2월 8일 한승우의 단독 팬미팅 희로애락 뒤 3월 팀에 합류한다.
2020년 3월 9일 6번째 미니앨범 <CONTINUOUS>으로 한승우 포함한 7명에서 완전체로 컴백하였다.
2020년 3월 16일 출연한 '이준의 영스트리트'와 3월 19일 출연한 '산들의 별이 빛나는 밤에'를 통해 강승식 본인이 리더를 맡게 되었다고 밝혔다.
2020년 3월 17일 더 쇼에서 컴백 후 완전체로 첫 1위를 하였다.
2020년 6월 2일 두번째 싱글앨범 <Mayday>로 3개월만에 초고속 컴백하였다.
2020년 6월 9일 더 쇼에서 컴백 후 첫 1위를 하였다.

### 2021년
2020년 12월 1일 첫번째 정규앨범 <VOICE : The future is now>으로 6개월만에 컴백을 앞두고 있었으나 코로나 19로 인해 음성판정을 받았지만 자가 격리를 하게 되어 컴백을 연기하게 되었다. 2021년 1월 11일 컴백하였다.
2021년 7월 28일 멤버 한승우은 팀에서 첫번째로 군입대를 한 멤버가 되었다.
2021년 11월 9일 데뷔 5주년 팬송 <Sweet Travel> 음원을 발매한다.

### 2022년
2022년 1월 18일 세번째 싱글앨범 <Chronograph>로 약 1년만에 컴백하였다.
2022년 2월 5일, 2월 6일 팬미팅을 하였다.
2022년 4월 21일 엠카운트다운에서 2018년 5월 발매한 첫번째 싱글앨범 <오월애 (俉月哀)>의 타이틀곡 '오월애 (俉月哀)' 무대를 선보였다.
2022년 5월 31일 7번째 미니앨범 <Chaos>를 발매하며 컴백한다.
2022년 10월 11일 멤버 허찬은 음주운전으로 팀을 탈퇴하여 6인체제로 팀이 변경 되었다.
2022년 11월 15일 8번째 미니앨범 <Choice>를 발매하며 컴백한다.

### 2023년
2023년 1월 27일 멤버 한승우가 제대하였다.
2023년 3월 20일 멤버 강승식이 2번째로 군입대 하였다.
2023년 4월 20일 멤버 도한세, 최병찬, 정수빈은 계약 만료로 회사를 떠났으며 멤버 한승우, 강승식, 임세준은 군대로 이해 계약 기간이 남아 있어 당분간 팀 활동이 아닌 개인 활동을 한다고 밝혔다.
2023년 6월 13일 멤버 임세준이 3번째로 군입대 하였다.

### 2024년
2024년 9월 19일 멤버 강승식이 제대하였다.
2024년 11월 27일 멤버 한승우가 소속사와의 계약 만료하게 되었다.
2024년 12월 12일 멤버 임세준이 제대하였다.
2024년 12월 17일 멤버 강승식, 임세준이 소속사와의 계약 만료하게 되었다.

## 이전 구성원
| 이름   | 소개 |
| ------ | --- |
| 강승식 | - 이름 : 강승식 (姜昇植) - 생년월일 : 1995년 4월 16일(30세) - 출생지 : 대한민국 - 활동기간 : 2016년 11월 9일 ~ 2023년 4월 20일                                                           |
| 한승우 | - 이름 : 한승우 (韓勝宇) - 생년월일 : 1994년 12월 24일(30세) - 출생지 : 대한민국 - 가족관계 : 누나 시크릿 출신 배우 한선화 (1990년생) - 활동기간 : 2016년 11월 9일 ~ 2023년 4월 20일     |
| 임세준 | - 이름 : 임세준 (林勢俊) - 생년월일 : 1996년 5월 4일(28세) - 출생지 : 대한민국 - 활동기간 : 2016년 11월 9일 ~ 2023년 4월 20일                                                            |
| 도한세 | - 이름 : 도한세 (都韓勢) - 생년월일 : 1997년 9월 25일(27세) - 출생지 : 대한민국 - 활동기간 : 2016년 11월 9일 ~ 2023년 4월 20일                                                           |
| 최병찬 | - 이름 : 최병찬 (崔秉燦) - 생년월일 : 1997년 11월 12일(27세) - 출생지 : 대한민국 - 활동기간 : 2016년 11월 9일 ~ 2023년 4월 20일                                                          |
| 정수빈 | - 이름 : 정수빈 (鄭秀彬) - 생년월일 : 1999년 4월 5일(26세) - 출생지 : 대한민국 - 활동기간 : 2016년 11월 9일 ~ 2023년 4월 20일                                                            |
| 허찬   | - 이름 : 큐슈 아유미 (九州あゆみ) - 생년월일 : 1995년 12월 14일(29세) - 출생지 : 일본 - 가족관계 : 형 매드타운 출신 배우 허준 (1994년생) - 활동기간 : 2016년 11월 9일 ~ 2022년 10월 11일 |

역대 리더
- 1대 : 한승우 (2016.11 ~ 2019.09)
- 2대 : 강승식 (2019.09 ~ 2023.04)

## 음반 외 활동

### 방송
- 2016.08.30~11.01 : Mnet 《나와 일곱남자들의 이야기 미.칠.남》 / 고정 출연 (전원)

- 2016.12.14 : KBS2 《안녕하세요》 / 게스트 출연 (최병찬)

- 2017.02.01 : MBC every1 《주간아이돌》 / 게스트 출연 (빅톤, 펜타곤, 모모랜드 동반출연) 믿보돌로 확정

- 2017.02.14 : MBC every1 《비디오스타》 / 게스트 출연 (최병찬)

- 2017.05.16~08.13 : 1theK 《빅톤`S born 아이덴티티》 / 고정 출연 (전원)

- 2017.10.04 : MBC every1 《주간 아이돌》 / 게스트 출연 (전원)

- 2019.05.03~2019.07.19 : Mnet 《PRODUCE X 101》 / 고정 출연 (한승우, 최병찬)

- 2019.11.12 : SBS M, SBS FiL 《반반쇼》 / 게스트 출연 (전원)

## 수상 및 후보
| 연도   | 날짜     | 시상식          | 부문         | 결과 |
| ------ | -------- | --------------- | ------------ | ---- |
| 2017년 | 6월 23일 | K-Model Awards  | 모델테이너상 | 수상 |
| 2020년 | 8월 13일 | 소리바다 어워즈 | 본상         | 수상 |

### 가요 프로그램 1위
| 연도            | 수상 내역 (총 3회) |
| --------------- | --- |
| 2019년 (총 1회) | - 그리운 밤 (총 1회) - 11월 12일 SBS MTV 《더 쇼 시즌5》 더 쇼 초이스                                                               |
| 2020년 (총 2회) | - Howling (총 1회) - 3월 17일 SBS MTV 《더 쇼 시즌5》 더 쇼 초이스 - Mayday (총 1회) - 6월 9일 SBS MTV 《더 쇼 시즌5》 더 쇼 초이스 |